# 나한도
나한도(羅漢圖)는 원래 황해도 해주(海州)의 신광사(神光寺)에 있던 <오백 나한도(五白羅漢圖)>중의 잔결(殘缺)로 추측되는 두 폭 그림이다. 170혜군 고존자(一百七十慧君高尊者), 234상음 수존자(二百三十四上音手尊者), 속간에 전해지는 이야기로는 고려 태조(太祖)가 후양(后梁)으로부터 들여온 오백나한 중의 둘이라고 하나, 중국 것이 아닌 고려 그림임은 이것이 담채견본(淡彩絹本)이기 때문이다. 길이 55.2cm, 넓이 28.2cm의 화폭이며 시주(施主)의 이름과 함께 을미(乙未)·병신(丙申) 등의 간지(干支)가 적혀 있는데 12, 13세기경의 작품으로 추측된다. 그림은 승의(僧衣)는 비교적 굵고 힘 있는 선으로 그려져 있으나 인물의 안면은 세필로 사생하고 있으며 안면 묘사에는 별로 태세(太細)가 없는 의첩의 선과 함께 고조(古調)가 보이며 북송의 이성(李成)·곽희(郭熙)·이용민(李龍珉) 등의 그림에 보이는 화격을 가지고 있다.(덕수궁 미술관 소장)